# مارتين فيتالي
مارتين فيتالي (بالإسبانية: Martín Vitali)‏ (11 نوفمبر 1975 بمورينو في الأرجنتين - ) هو لاعب كرة قدم أرجنتيني في مركز الدفاع. لعب مع إنديبندينتي وفيرو كاريل أويستي ونادي خيتافي ونادي راسينغ ونادي ليغانيس ونويفا شيكاجو وAPOP Kinyras FC ‏.

## وصلات خارجية
- مارتين فيتالي على موقع قاعدة بيانات كرة القدم.إي يو (الإنجليزية)
- مارتين فيتالي على موقع عالم كرة القدم.نت (الإنجليزية)